# Sociedade Esportiva Queimadense
Sociedade Esportiva Queimadense é uma agremiação esportiva de Queimadas, no estado da Paraíba, fundada a 15 de novembro de 2003.

## História
A equipe, filiada à Liga Queimadense de Desportos e à Federação Paraibana de Futebol, foi fundada em 15 de novembro de 2003, porém só estreou no profissionalismo em 2007, ano em que se sagrou campeã paraibana da segunda divisão. Este feito teve importante participação do Treze Futebol Clube, através de uma parceria firmada com a prefeitura de Queimadas, em que cedeu treinador, alguns jogadores profissionais 
para o clube e também o Estádio Presidente Vargas, em Campina Grande, para mandar suas partidas.
Jogou a primeira divisão entre 2008 e 2010, quando foi rebaixada. Voltou em 2014, ficando em 9º lugar e novamente caindo para a Segunda Divisão do ano seguinte, a qual não chegou a disputar, optando pelo licenciamento.
Para 2018, chegou a desistir de jogar a Segunda Divisão estadual por falta de estádio, mas voltou atrás e decidiu sediar os jogos no Estádio Romerão, no distrito de Galante.
Em 2021, a equipe mandou seus jogos no Estádio Municipal Moura Filho, em Alagoinha, tendo Jairo Santos como treinador, chegando até as quartas-de-final, sendo eliminada pelo Auto Esporte com 2 derrotas (1 a 0 e 2 a 0).
Em 2022, a Queimadense as outras 9 equipes participantes da Segunda Divisão jogaram na Toca do Papão, em Sapé, devido à falta de condições nos estádios dos clubes. O Carcará integrou o grupo B juntamente com Picuiense, Sabugy, Serrano e Serra Branca, terminando a primeira fase como líder da chave, com 19 pontos. Após eliminar Perilima e Picuiense nas quartas de final e na semifinal, enfrentou o Serra Branca na decisão, disputada em 2 partidas - perdeu o primeiro jogo por 2 a 0 e no segundo, que ocorreu no estádio Carneirão, em Cruz do Espírito Santo, venceu por 2 a 1 e terminou com o vice-campeonato.

## Títulos
| Estaduais | Estaduais                              | Estaduais | Estaduais  |
|           | Competição                             | Títulos   | Temporadas |
| --------- | -------------------------------------- | --------- | ---------- |
|           | Campeonato Paraibano - Segunda Divisão | 1         | 2007       |